# Bois-de-Gand
Bois-de-Gand är en kommun i departementet Jura i regionen Bourgogne-Franche-Comté i östra Frankrike. Kommunen ligger i kantonen Chaumergy som tillhör arrondissementet Lons-le-Saunier. År 2022 hade Bois-de-Gand 60 invånare.

## Befolkningsutveckling
Antalet invånare i kommunen Bois-de-Gand
Referens:INSEE